# Poecilotriccus
Poecilotriccus és un gènere d'ocells de la família dels tirànids (Tyrannidae). Agrupa espècies natives de l'Amèrica tropical (Neotròpic), on es distribueixen des del sud de Mèxic a través d'Amèrica Central i del Sud fins al nord de l'Argentina.

## Descripció
Són petits ocells que mesuren al voltant de 9,5 cm de longitud. Difereixen dels del gènere Todirostrum per ser menys arborícoles, i per tant tendeix a ser més difícil veure'ls. Diverses espècies són de patró atractivament colorit, i la majoria són força rares o habiten en zones molt restringides; unes poques presenten dimorfisme sexual, cosa que és estranya entre els tirànids. Així com els Todirostrum, exhibeixen una postura més horitzontal que els cabdills del gènere Hemitriccus i així com aquests, s'alimenten per la part baixa principalment en vols ascendents per a la part inferior de les fulles.

## Taxonomia i etimologia
El gènere Poecilotriccus va ser introduït el 1884 per l'ornitòleg alemany Hans von Berlepsch per donar cabuda a una sola nova espècie, Poecilotriccus lenzi. Ara es considera que aquest és un sinònim menor de Todirhamphus ruficeps (Kaup, 1852), el cabdill de capell vermell i és l'espècie tipus.
Les espècies albifacies, capitalis, senex, russatus, plumbeiceps, fumifrons, latirostris, sylvia i calopterus estaven situades anteriorment al gènere Todirostrum però evidències morfològiques van justificar la seva transferència per al present gènere.
Els amplis estudis geneticomoleculars realitzats per Tello et al. (2009) van descobrir una quantitat de relacions noves dins de la família Tyrannidae que encara no estan reflectides en la majoria de les classificacions. Seguint aquests estudis, Ohlson et al. (2013) van proposar dividir Tyrannidae en cinc famílies. Segons l'ordenament proposat, Poecilotriccus pertany a la família Rhynchocyclidae (Berlepsch, 1907), en una nova subfamília Todirostrinae (Tello, Moyle, Marchese & Cracraft, 2009) juntament amb Taeniotriccus, Cnipodectes, Todirostrum, Myiornis, Hemitriccus, Atalotriccus, Lophotriccus i Oncostoma. El Comitè Brasiler de Registres Ornitològics (CBRO) adopta aquesta família, mentre el Comitè de Classificació de Sud-americà (SACC) espera propostes per analitzar els canvis.
El nom del gènere combina el grec antic «poikilos» que significa “tacat” amb «-ouros» que significa “cua”.
Segons la Classificació del Congrés Ornitològic Internacional (versió 14.2, 2024) aquest gènere està format per 12 espècies:
- Poecilotriccus ruficeps - cabdill de capell vermell.
- Poecilotriccus luluae - cabdill de Lulu.
- Poecilotriccus albifacies - cabdill galtablanc.
- Poecilotriccus capitalis - cabdill endolat.
- Poecilotriccus senex - cabdill senil.
- Poecilotriccus russatus - cabdill pit-roig.
- Poecilotriccus plumbeiceps - cabdill de galtes ocre.
- Poecilotriccus fumifrons - cabdill frontgrís.
- Poecilotriccus latirostris - cabdill front-rogenc.
- Poecilotriccus sylvia - cabdill cendrós.
- Poecilotriccus calopterus - cabdill aladaurat.
- Poecilotriccus pulchellus - cabdill dorsinegre.